# Луганський прикордонний загін
3-ій прикордонний загін імені Героя України полковника Євгена Пікуса (Луганський прикордонний загін-бригада «Помста») (в/ч 9938)  — бойовий підрозділ у складі Державної прикордонної служби України. До 24 лютого 2022 року орган охорони державного кордону з Російською Федерацією, що межує з Луганською областю та тимчасово окупованими територіями. Станом на серпень 2024-го року загін тримає оборону на Краматорському, Куп'янському, Сіверському напрямках та в районі Серебрянського лісництва.
За словами голови ДПСУ генерал-лейтенанта Сергія Дейнеки, бригада «Помста» є найпотужнішим підрозділом у Державній прикордонній службі.
Від самого початку бере участь у війні на сході України з Росією. Підрозділи бригади пройшли найзапекліші бої війни, зокрема за Кремінну, Лиман, Попасну, Рубіжне, Сєвєродонецьк та Бахмут. Станом на 2024 ріку державними нагородами відзначили понад 1000 військовослужбовців бригади, серед них восьмеро отримали звання Героя України і орден «Золота Зірка», з них 5 – посмертно.
У рамках кампанії «Гвардія наступу» з 30 січня 2024 року став бригадою та отримав назву «Помста».
Загін отримав почесну відзнаку «За мужність та відвагу». У бойових діях бригада застосовує як сучасну іноземну та українську техніку й зброю, так і модифіковані зразки радянського виробництва. Зокрема бронетехніку, зенітні, артилерійські та протитанкові засоби, системи аеророзвідки та ударні БпЛА, засоби радіоелектронної боротьби, снайперське озброєння тощо.

## Історія
3 прикордонний загін був створений 20 жовтня у 1992 році після розпаду СРСР та оголошення незалежності України наказом № 0111 Голови Державного комітету у справах охорони державного кордону України — командувача Прикордонних військ. З того часу прикордонники загону забезпечують захист державного кордону України з Росією та Донецькою областю.
Перші прикордонні загони у Луганській області були створені в 1950-х роках. У цей час вони складалися з військовослужбовців, які пройшли підготовку на спеціальних курсах та отримали необхідні знання та навички для захисту державного кордону. У 1991 році, після розпаду СРСР, прикордонні загони Луганщини стали частиною прикордонної служби України.
Протягом 1990-х років прикордонники Луганщини активно працювали над розвитком своєї структури та підвищенням професійної майстерності. Було введено нові методи роботи, вдосконалено техніку та озброєння. Завдяки цьому, прикордонники змогли виконувати свої обов'язки на високому рівні.
У 2014 році, на тлі політичної кризи в Україні та анексії Криму, на сході країни розпочалася війна з бойовиками та російськими військовиками. 3 прикордонний загін взяв на себе важке завдання захисту кордону та забезпечення безпеки населення в умовах війни. Прикордонники були активно задіяні в зоні проведення бойових дій, де забезпечували контроль за переміщенням людей та вантажів через кордон.
Протягом війни військовослужбовці прикордонного загону демонстрували високу професійність, відданість своїй справі та мужність в боях з терористами та російськими окупантами. Багато з них стали героями, отримавши відзнаки та нагороди за мужність та відданість своїй рідній державі.
Упродовж війни прикордонники не тільки захищали кордон, а й брали участь у гуманітарних місіях, забезпечуючи переправу громадян та вантажів через лінію розмежування. Вони також забезпечували контроль за переміщенням озброєнь та військової техніки, що намагалися пронести терористи та російські війська.

### Російсько-українська війна

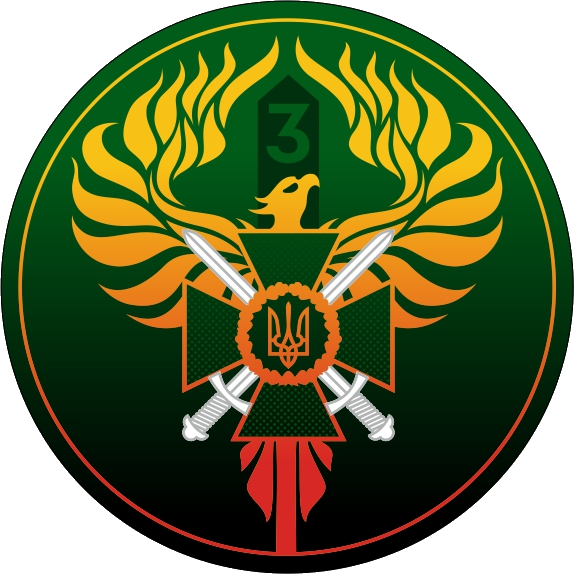
Логотип 2024

Російсько-українська війна почалась у 2014 році після Майдану, коли в Україні відбулися революційні події та зміни влади. Російська Федерація оголосила анексію Криму та почала підтримувати бойовиків на сході України, які оголосили незалежність Донецької та Луганської Народних Республік. Ці терористичні угруповання отримували фінансову, військову та політичну підтримку від Росії.
Близько 4 години ранку 2 червня 2014 року на розташування загону почалася перша атака російсько-терористичних сил. Було поранено 8 військовослужбовців, з боку нападників остаточна кількість поранених та вбитих не відома.
3 прикордонний загін відіграв важливу роль у захисті державного кордону та боротьбі з терористами. У перші місяці війни прикордонники зазнали важких втрат, адже бойовики та російські війська ведуть бойові дії з кордону. Більшість прикордонників були недостатньо підготовлені до такої війни, але вони продовжували захищати свою рідну землю.
Першим отримав поранення осколками гранати та кулею в живіт старший сержант Володимир Аршинов. Протягом семи годин через щільний вогонь противника поранений чекав на медичну допомогу, внаслідок цього лікарям довелося видалити Володимиру частину кишечника та печінки.
Прикордонники запросили підтримку. Але направлений винищувач Су-27 зброю не застосував — бойовики засіли у житлових будинках.
Протягом війни прикордонники допомагали військовим іншого складу забезпечувати переправу техніки, бойовиків та бійців через лінію фронту. Вони забезпечували безпеку на ділянках державного кордону та співпрацювали зі зв'язком українських військ. У прикордонників були сильні зв'язки з місцевими жителями та вони намагалися забезпечити мирну співпрацю між ними.
Протистояння тривало 2-4 червня, вівся вогонь з гранатометів, були застосовані крупнокаліберні кулемети «Утес». Результатом протистояння стало взяття під контроль будівлі застави проросійськими терористами та передислокація загону разом з відділом прикордонної служби «Станично-Луганське».
Прикордонники відіграли важливу роль у забезпеченні безпеки на кордоні, запобіганні проникненню бойовиків та контрабандістів, а також забезпеченні безпеки мирних жителів в прикордонних районах.
Двоє військовослужбовців — старший сержант Володимир Аршинов та сержант Юрій Гладченко, 20 червня 2014 року нагороджені орденом «За мужність» III ступеня.
24 серпня 2018 року з нагоди 27-ї річниці незалежності України" — 3-му прикордонному загону Східного регіонального управління ДПСУ присвоєно найменування «імені Героя України полковника Євгена Пікуса».
Повномасштабне вторгнення
Повномасштабне вторгнення Луганські прикордонники теж зустріли першими. І перший загиблий український військовослужбовець Сил оборони  в повномасштабній війні — майстер-сержант Денис Ткач. Він загинув близько 03.30 в ніч на 24 лютого 2022 року під час бою з диверсійно-розвідувальною групою на відділі прикордонної служби «Мілове».
Прикордонники брали участь в боях на найважчих ділянках фронту на Донеччині, Луганщині та Харківщині. Це, зокрема, Рубіжне, Кремінна, Лисичанськ, Сєверодонецьк, Борова, Попасна, Сіверськ, Федорівка, Святогірськ та Бахмут. Майже півроку Луганські прикордонники тримали оборону цього міста на рівні з іншими підрозділами Сил Оборони.
7 вересня 2022 року 3 прикордонний загін імені Героя України полковника Євгенія Пікуса Державної прикордонної служби України указом Президента України Володимира Зеленського відзначений почесною відзнакою «За мужність та відвагу».
30 січня 2024 року Державна прикордонна служба повідомила, що в рамках рекрутингової кампанії «Гвардія наступу» на базі легендарного Луганського прикордонного загону створено ще один загін бригадного типу, який отримав назву «Помста» і вже виконує завдання із відсічі ворожої агресії.

## Структура станом на 24.02.2022
- управління
- відділ прикордонної служби «Станиця Луганська»
- відділ прикордонної служби «Золоте»
- відділ прикордонної служби «Красна Талівка»
- відділ прикордонної служби «Біловодськ»
- відділ прикордонної служби «Марківка»
- відділ прикордонної служби «Білолуцьк»
- відділ прикордонної служби «Троїцьке»
- відділ прикордонної служби «Мілове» ім. В.Банних
- відділ типу «С» з м.д Лисичанськ
- відділ типу «С» з м.д Райгородка
- прикордонна комендатура «Щастя»
- прикордонна комендатура «Новопсков»
- підрозділи забезпечення

3 прикордонний загін входить до складу Державної прикордонної служби України. Керівництво загону здійснює начальник загону, який призначається на посаду Президентом України за поданням Голови Держприкордонслужби.
Загін складається з кількох підрозділів: прикордонних з'єднань, блокпостів, пунктів пропуску через державний кордон, морських та річкових загонів, взаємодії з правоохоронними органами, спеціальних підрозділів тощо. У загоні працюють близько 1500 прикордонників.
На даний час, пропуск осіб, транспортних засобів, вантажів та іншого майна здійснюється в наступних пунктах пропуску:
- Трьох автомобільних пунктах пропуску: міжнародний Просяне (закритий), міждержавний Мілове, міжнародний Танюшівка (закритий).
- Одному залізничному пункті пропуску: міжнародний Лантратівка.
- Двох місцевих пунктах пропуску (пішохідних): Мілове і Сіротине (обидва закриті).

Окрім цього, діє ще три контролних пункти в'їзду-виїзду на лінії розмежування у Луганській області: «Золоте», «Щастя» та «Станиця Луганська».

### Технічне забезпечення
Технічне забезпечення 3 прикордонного загону включає в себе різноманітну технічну та транспортну базу, яка забезпечує ефективну діяльність прикордонників.
До складу технічного забезпечення входять такі засоби:
Радіоелектронне обладнання: Радіостанції, радіопеленгатори, радіолокаційні станції, радіоаналізатори і т.д. Вони дозволяють прикордонникам контролювати радіочастотний спектр на прикордонній території, виявляти порушення та контролювати рух транспорту.
Транспортні засоби: Прикордонники 3 прикордонного загону мають в своєму розпорядженні різні види транспорту, такі як автомобілі, мотоцикли, катера та інші засоби, що дозволяють їм оперативно реагувати на події на прикордонній території.
Відеоспостереження: 3 прикордонний загін має встановлену систему відеоспостереження на прикордонній території, яка дозволяє контролювати рух людей та транспорту, виявляти незаконні дії та допомагає в розслідуванні подій.
Озброєння та спеціальне обладнання: Прикордонники 3 прикордонного загону мають доступ до різноманітного озброєння та спеціального обладнання, яке включає в себе міномети, кулемети, пістолети-кулемети, тепловізори, засоби нічного бачення та інші.
Інформаційні системи: 3 прикордонний загін має доступ до різних інформаційних систем, які допомагають прикордонникам оперативно отримувати необхідну інформацію. Зокрема, це можуть бути бази даних про осіб, які перетинають кордон, системи автоматичної ідентифікації транспорту, бази даних про викрадені або розшукувані транспортні засоби та інші.
Системи захисту: 3 прикордонний загін має встановлені системи захисту, які дозволяють запобігати незаконному перетину кордону. До них належать засоби технічного забезпечення, які дозволяють виявляти порушників, а також заходи з підвищення безпеки на підконтрольних ділянках кордону.
Авіаційні засоби: 3 прикордонний загін має в своєму розпорядженні авіаційні засоби, які дозволяють проводити дослідження території та контролювати рух транспорту з повітря.
Дрони: 3 прикордонний загін також використовує безпілотні літальні апарати (дрони), які дозволяють здійснювати зйомку з повітря та виявляти порушення на прикордонній території.
Усі ці засоби технічного забезпечення допомагають 3 прикордонному загону ефективно виконувати свої завдання та забезпечувати безпеку на прикордонній території.
Крім того, прикордонники мають спеціальну зброю та інші засоби для здійснення своїх завдань. Вони постійно підвищують свій професійний рівень та використовують нові технології для ефективного забезпечення безпеки державного кордону.

## Командування
- (1992—1998) полковник Лебединський А. В.
- (1998—2003) полковник Куропата В. В.
- (2003—2006) підполковник Медведчук О. І.[8]
- (???) полковник Андрущенко Євгеній Юрійович
- (2011—2014) полковник Дейнеко Сергій Васильович[9]
- (2014—2016) полковник Андрущенко Євген Юрійович
- (2016—2018) полковник Ковальчук Юрій Борисович[10][11]
- (2018—2019) полковник Мартинюк Олександр Володимирович[12]
- (2019—2022) полковник Петрів Юрій Петрович[12]
- (2022—2023) полковник Кулєш Андрій Сергійович
- (2023—2024) полковник Осипець Олександр Валерійович
- (2024— …) полковник Лозінський Сергій Миколайович

### Начальники штабу
- підполковник Ігнатюк Богдан
- полковник Новак Сергій
- полковник Віктор Артемчук

## Символіка
Головним оригінальним елементом нарукавного знаку бригади є стилізоване під полум'я зображення птаха Фенікса, який є символом безсмертя, людського відродження та перемоги життя над смертю.
Образ крилатого Фенікса в полум'ї покликаний нагадувати про героїзм і жертовність воїнів бригади та їхню рішучість помститися за полеглих. Як талісман він уособлює відродження з попелу та нестримну силу відплати бойового підрозділу.
Девізом бригади є гасло «Відроджені перемогти!» Воно якнайкраще передає бойовий дух та profession de foi — символ віри — військового формування, що пережило важкі випробування, але відродилося для того, щоб здобути перемогу над ворогом.

## Втрати
| Дата             | звання | ПІБ                                | Обставини загибелі |
| ---------------- | --- | ---------------------------------- | --- |
|                  | | 2014                               | |
| 26 червня 2014   | солдат | Козаченко Олексій Степанович       | застрелений у кварталі Ольховський в Луганську |
| 10 липня 2014    | майор | Шірпал Леонід Вікторович           | внаслідок підриву на фугасі БМП-2 у районі прикордонного пункту пропуску «Довжанський». |
| 10 серпня 2014   | молодший сержант | Акутін В'ячеслав Ігорович          | внаслідок обстрілу ТУ «Північ». |
| 10 серпня 2014   | старший сержант | Андрієнко Сергій Володимирович     | внаслідок обстрілу ТУ «Північ». |
| 10 серпня 2014   | старшина | Дзідзінашвілі Давід Георгійович    | внаслідок обстрілу ТУ «Північ». |
| 10 серпня 2014   | прапорщик | Шило Володимир Сергійович          | під час обстрілу населеного пункту Юганівка. |
| 25 серпня 2014   | старший прапорщик | Фірсов В'ячеслав Олександрович     | в бою з диверсійно-розвідувальною групою, яка перетнула кордон з території Росії на ділянці «Красна Талівка» Луганської області. |
| 25 серпня 2014   | старший прапорщик | Арнаут Дмитро Ілліч                | в бою з диверсійно-розвідувальною групою, яка перетнула кордон з території Росії на ділянці «Красна Талівка» Луганської області. |
| 25 серпня 2014   | молодший сержант | Сороченко Олег Сергійович          | в бою з диверсійно-розвідувальною групою, яка перетнула кордон з території Росії на ділянці «Красна Талівка» Луганської області. |
| 9 вересня 2014   | старший лейтенант | Максименко Олександр Олександрович | в результаті підриву на фугасі біля села Нижньобараниківка (Біловодський район Луганська область). |
| 9 вересня 2014   | прапорщик | Лук'янцев Юрій Олександрович       | в результаті підриву на фугасі біля села Нижньобараниківка (Біловодський район Луганська область). |
| 9 вересня 2014   | старшина | Кузнєцов В'ячеслав Михайлович      | в результаті підриву на фугасі біля села Нижньобараниківка (Біловодський район Луганська область). |
| 23 жовтня 2014   | солдат | Дейнега Сергій Євгенович           | під час виконання бойового завдання в зоні проведення АТО. |
| 31 жовтня 2014   | старший сержант | Черемис Руслан Володимирович       | під час подриву автомобіля «УАЗ» підірвався на протитанковій міні ТМ-62 біля села Нижньобараниківка (Біловодський район Луганська область) на польовій дорозі у 30 м від державного кордону з РФ. Від отриманих поранень Руслан загинув на місці.                                                  |
| 14 грудня 2014   | капітан | Новак Андрій Сергійович            | під час виконання бойового завдання в зоні проведення АТО. |
|                  | | 2017                               | |
| 28 вересня 2017  | старший прапорщик | Деде Дмитро Васильович             | підрив на фугасі з «розтяжкою» |
| 28 вересня 2017  | старшина | Гувір Сергій Іванович              | підрив на фугасі з «розтяжкою» |
|                  | | 2022                               | |
| 18 лютого 2024   | старший солдат | Андрій Войнолович                  | Луганська область, Білогорівка |
| 24 лютого 2022   | Майстер-сержант | Ткач Денис Вікторович              | загинув, виконуючи завдання з охорони й оборони державного кордону в районі села Зоринівка на Луганщині |
| 24 лютого 2022   | Головний сержант | Катишев Максим Вадимович           | Луганська область, Старобільський район, н. п. Чмирівка |
| 25 лютого 2022   | молодший сержант | Брюховецький Вадим Ігорович        | Луганська область, Старобільський район, с. Вишневе |
| 25 лютого 2022   | старший сержант | Кіліянчук Олександр Васильович     | Загинув під час виконання своїх службових обов’язків на кордоні Луганської області, потрапавши під артобстріл ворога. |
| 25 лютого 2022   | старший сержант | Косогор Віктор Володимирович       | Луганська область, Старобільськ |
| 26 лютого 2022   | молодший сержант | Бондаренко Микита Юрійович         | Луганська область, н. п. Оріхове |
| 3 березня 2022   | старший сержант | Кльован Євген                      | Луганська область, Сватівський район, н. п. Красноріченське |
| 4 березня 2022   | сержант | Сергій Владикін                    | Луганська область, н. п. Новокраснянка |
| 5 березня 2022   | старший сержант | Гетьман Олександр Юрійович         | Луганська область, н. п. Новокраснянка |
| 5 березня 2022   | старший сержант | Дудолад Владислав                  | Луганська область, Сєвєродонецький район, н. п. Новокраснянка |
| 6 березня 2022   | підполковник | Власенко Віталій Миколайович       | Луганська область, Кременський район, н. п. Житлівка |
| 6 березня 2022   | полковник | Гах Роман Васильович               | Луганська обл., Кремінський р-н, н.н. Житлівка |
| 9 березня 2022   | штаб-сержант | Гаврик Андрій Юрійович             | Луганська область, н. п. Житлівка |
| 9 березня 2022   | Старший сержант | Греченюк Тарас Миколайович         | Луганська обл., Сєверодонецький р-н, н. п. Житлівка |
| 13 березня 2022  | штаб-сержант | Абрамчук Віталій Васильович        | Луганська область, н. п. Стара Краснянка |
| 11 квітня 2022   | | Корольчук Олександр                | Луганська область, Сєвєродонецький район, н. п. Кремінна |
| 16 квітня 2022   | молодший сержант (посмертно) | Весній Ігор Володимирович          | Донецька область, Краматорський район, село Нове |
| 17 квітня 2022   | головний сержант | Ковальов Дмитро Петрович           | Луганська область, н. п. Кремінна |
| 2 травня 2022    | Старший сержант | Єфремов Костянтин Володимирович    | загинув в бою з окупантами біля села Воєводівка на Луганщині. |
| 3 травня 2022    | майстер-сержант | Іван Жирик                         | загинув під час артилерійського обстрілу в районі населеного пункту Воєводівка Луганської області |
| 10 травня 2022   | Старший сержант | Артем Гуртовий                     | Загинув під час артилерійського обстрілу на нафто-переробному заводі у Лисичанську |
| 10 травня 2022   | головний сержант | Жеребило Микола Андрійович         | Луганська область, н. п. Тополівка |
| 21 травня 2022   | Сержант | Горячев Андрій Віталійович         | Донецька область, н. п. Лиман |
| 23 травня 2022   | | Віталій Жук                        | потрапив під артилерійський обстріл у місті Лиман на Донеччині під час зміни позицій, був кулеметником |
| 23 травня 2022   | Старший солдат | Бєляк Олег Олегович                | Донецька область, н. п. Лиман |
| 12 червня 2022   | Старший солдат | Долеско Юрій Петрович              | Луганська область, н. п. Метьолкіно |
| 19 червня 2022   | | Дмитро Волжанін                    | [ 14 ] |
| 27 червня 2022   | майстер-сержант | Галкін В’ячеслав Борисович         | Луганська область, н. п. Лисичанськ |
|                  | | 2023                               | |
| 2 січня 2023     | сержант | Літвінов Микола Сергійович         | загинув під час артилерійського обстрілу позицій під Бахмутом на Донеччині |
| 2 січня 2023     | старший сержант (посмертно) | Зінченко Євгеній Андрійович        | Донецька область, Бахмутський, н. п. Підгороднє |
| 6 січня 2023     | солдат | Віктор Александров                 | Донецька область, н. п. Підгороднє |
| 25 січня 2023    | | Харківець Олександр                | загинув виконуючи бойове завдання біля села Іванівське на Донеччині. Захисник отримав смертельні поранення внаслідок ворожого артилерійського обстрілу. |
| 5 лютого 2023    | молодший сержант | ГОРДУН Геннадій Володимирович      | Донецька область, н. п. Бахмут |
| 5 лютого 2023    | молодший сержант | Котков Володимир Сергійович        | Донецька область, н. п. Бахмут |
| 11 лютого 2023   | сержант | Клименко Михайло Вячеславович      | Донецька область, Бахмутський район, н. п. Федорівка |
| 13 лютого 2023   | майстер-сержант | Гребенюк Руслан Леонідович         | Донецька область, н. п. Бахмут |
| 16 лютого 2023   | | Гречух Василь Семенович            | Донецька область, н.п. Бахмут |
| 19 лютого 2023   | солдат | Білий Сергій Вікторович            | Донецька область, н. п. Федорівка |
| 19 лютого 2023   | сержант | Кошель Віктор Васильович           | Донецька область, н. п. Федорівка |
| 21 лютого 2023   | старший сержант | Ковальов Олександр Володимирович   | Донецька область, н. п. Бахмут |
| 23 лютого 2023   | | Денис Дубчак                       | Донецька, Бахмут |
| 9 березня 2023   | Старший солдат | Дронов Олександр Вікторович        | |
| 20 березня 2023  | Старший майстер-сержант | Коновал Олег Григорович            | |
| 20 березня 2023  | головний сержант (посмертно) | Кіш Владислав Васильович           | Луганська область, н. п. Новоєгорівка |
| 22 березня 2023  | старший майстер-сержант | Артеменко Анатолій Миколайович     | Донецька область, Бахмутський, н. п. Бахмут |
| 23 березня 2023  | штаб-сержант | Бинзарь Іван Миколайович           | Донецька область, н. п. Бахмут |
| 29 березня 2023  | старший сержант | Білик Богдан Петрович              | Донецька область, н. п. Бахмут |
| 1 квітня 2023    | Старший солдат | Кофанов Володимир Олександрович    | Донецька область, н. п. Федорівка |
| 4 квітня 2023    | старший сержант | Бердянський Олег Ігорович          | Донецька область, Бахмутський район, місто Бахмут |
| 5 квітня 2023    | Старший солдат | Книгицький Василь Андрійович       | Донецька область, н. п. Григорівка |
| 9 червня 2023    | старший сержант | Решетняк Олексій                   | [ 22 ] |
|                  | | 2024                               | |
| 11 січня 2024    | старший солдат | Гаврилюк Павло Михайлович          | Луганська область, с. Нововодяне |
| 15 січня 2024    | молодший сержант | Вересняк Руслан                    | Донецька область, Курдюмівка |
| 16 січня 2024    | головний сержант | Донець Олександр В’ячеславович     | Луганська, Нововодяне |
| 17 січня 2024    | старший сержант | Бекало Юрій Володимирович          | Донецька область, Курдюмівка |
| 17 січня 2024    | майстер – сержант | Крамський Юрій                     | Донецька область, Курдюмівка |
| 27 січня 2024    | | Кірмаров Віктор Анатолійович       | 18 січня 2024 року, при виконанні бойового завдання ( вивозив поранених з лінії бойового зіткнення) попав під обстріл ворога і отримав важке поранення. Був евакуйований до лікарні у місто Дніпро. Тиждень лікарі боролися за його життя, але 26 січня 2024 року від важкого поранення він помер. |
| 13 лютого 2024   | старший солдат (посмертно) | Дроздов Сергій Володимирович       | Донецька область, Бахмутський район, н.п Іванівське |
| 14 лютого 2023   | майстер-сержант | Картельов Ілля Васильович          | Донецька область, Федорівка |
| 17 лютого 2024   | сержант | Барон Анатолій Борисович           | Луганська область, Білогорівка |
| 18 лютого 2024   | головний сержант | Даценко Володимир Олексійович      | Донецька область, Іванівське |
| 18 лютого 2024   | головний сержант | Кравцов Денис Вікторович           | Донецька область, Іванівське |
| 20 лютого 2024   | старший солдат | КРАСЮК Дмитро Сергійович           | Донецька область, Бахмутський район, н. п. Іванівське |
| 25 лютого 2024   | | Гуцал Андрій Дмитрович             | |
| 25 лютого 2024   | головний сержант | Варченко Віталій Федорович         | Донецька область, Іванівське |
| 25 лютого 2023   | штаб-сержант | Золотарьов Віталій Олегович        | Донецька область, н. п. Федорівка |
| 14 березня 2024  | старший солдат | Друзюк Василь Григорович           | Донецька область, н. п. Курдюмівка |
| 20 березня 2024  | старший сержант | Зінченко Сергій                    | Донецька область, Курдюмівка |
| 26 березня 2024  | головний сержант | Воронін Віктор Миколайович         | Донецька область, Курдюмівка |
| 29 березня 2024  | старший сержант | Ільющенко Роман Анатолійович       | Донецька область, Богданівка |
| 9 квітня 2024    | старший солдат | Карпук Микола Миколайович          | Донецька область, Курдюмівка |
| 9 квітня 2024    | старший солдат | Костів Павло Михайлович            | Донецька область, Курдюмівка |
| 12 квітня 2024   | сержант | Бучацький Максим Валерійович       | Донецька область, Григорівка |
| 6 травня 2024    | молодший сержант | Бухонко Богдан Едуардович          | Донецька область, Пісчане |
| 15 травня 2024   | головний сержант | Дах Роман Васильович               | Донецька, Серебрянка |
| 18 червня 2024   | інспектор прикордонної служби 2 категорії-кулеметник 1 відділення інспекторів 1 прикордонної застави 2 відділу прикордонної служби (тип С) 3 прикордонної комендатури швидкого реагування | Матусевич Сергій Павлович          | Загинув в районі населеного пункту Григорівка Бахмутського району Донецької області |
| 27 червня 2024   | старший солдат | Габшій Павло Ярославович           | Донецька область, Курдюмівка |
| 28 червня 2024   | | Теплюх Богдан («Данко»)            | [ 24 ] |
| 15 липня 2024    | Майстер - сержант | Кудима Богдан Станіславович        | Донецька область, Курдюмівка |
| 16 липня 2024    | | Корука Сергій Костянтинович        | Донецька область, Олександро-Шультиве |
| 29 липня 2024    | | Карпунов Юрій Євгенійович          | 22.07.2024 року під час виконання бойового завдання в районі бойових дій біля населеного пункту Діброва, Донецької області, де отримав важке поранення в голову. В наслідок також важкого поранення впав в кому та помер 29 .07.2024 року в Дніпропетровській обласній лікарні імені І.Мечникова.  |
| 19 серпня 2024   | | Процайло Олег                      | [ 25 ] [ 26 ] [ 27 ] |
| 23 серпня 2024   | | Малкуш Михайло («Шершень»)         | [ 28 ] |
| 24 серпня 2024   | | Величко Дмитро («Велікан»)         | Загинув у районі селища Білогорівка Сєвєродонецького району Луганської області . |
| 2 жовтня 2024    | | Прокопчук Ростислав                | Загинув біля села Білогорівка Луганської області |
| 27 жовтня 2024   | | Гридін Олександр Олександрович     | Загинув поблизу н.п Білогорівка Луганської області |
| 8 листопада 2024 | | Макарчук Василь Васильович         | Загинув в районі села Курдюмівка Донецької області. |
|                  | | 2025                               | |
| 30 березня 2025  | молодший сержант | Кадищук Віталій Іванович           | Загинув в результаті удару FPV-дрону. |

## Нагороджені
- Льозов Максим Олексійович, солдат, Герой України (26 лютого 2025)